# Głęboki Żleb (Tatry Wysokie)

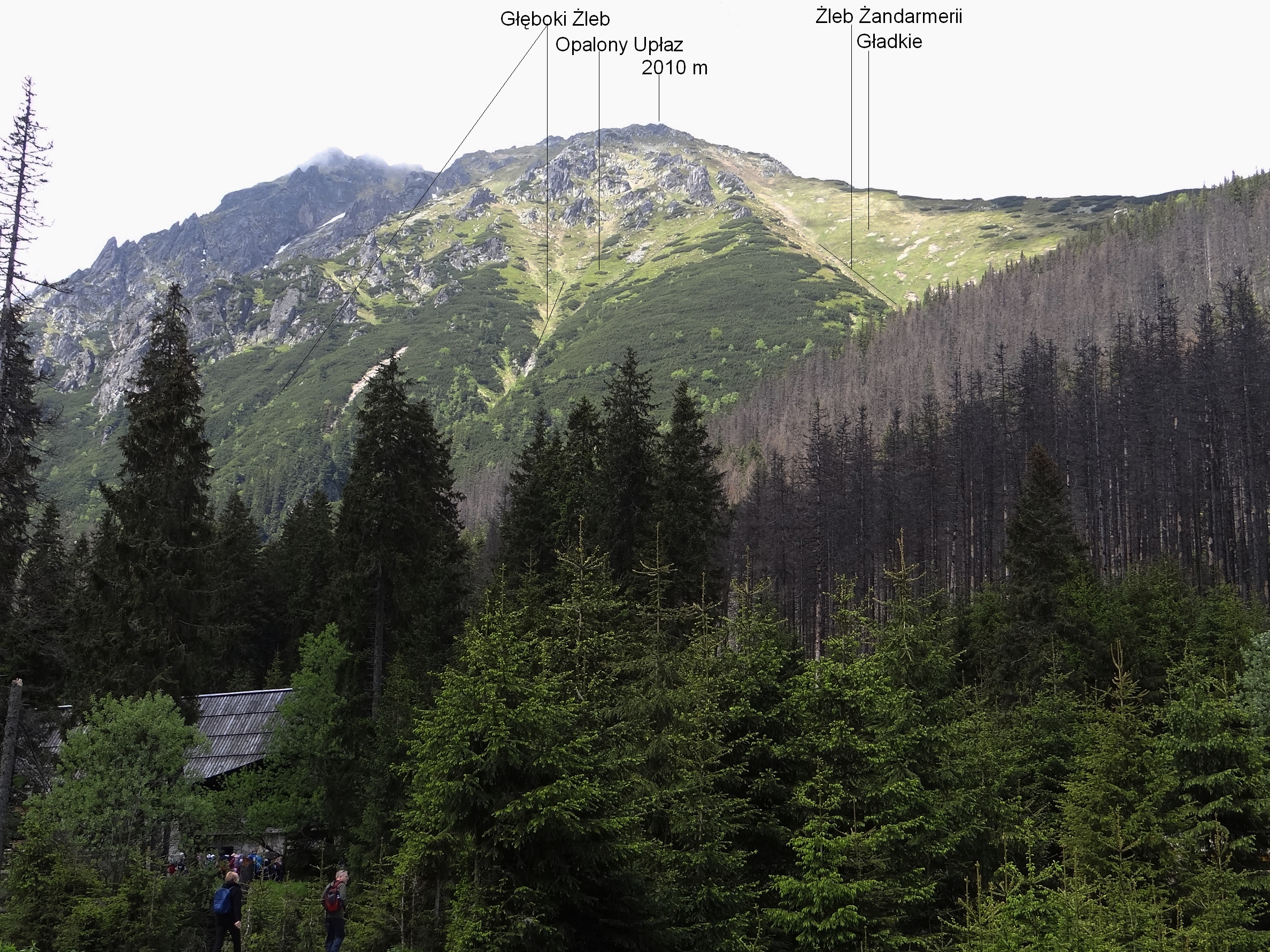
Widok z Włosienicy na Głęboki Żleb i Żleb Żandarmerii

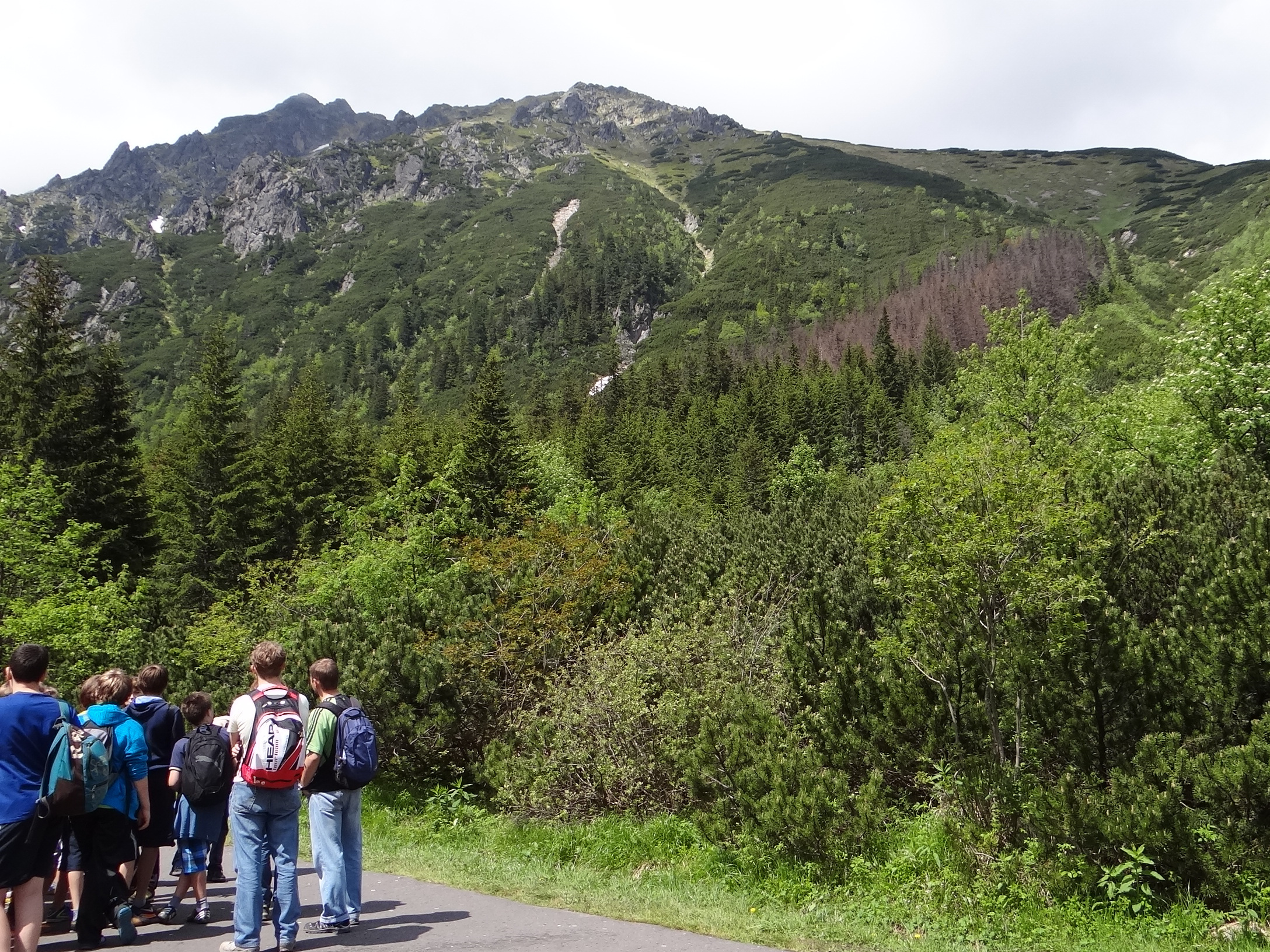
Widok na Głęboki Żleb i Żleb Żandarmerii spod tablicy informacyjnej przy szosie

Głęboki Żleb – żleb opadający z północno-wschodniej grani Opalonego Wierchu do Doliny Rybiego Potoku w polskich Tatrach Wysokich. Bywa mylony ze Żlebem Żandarmerii.

## Nazewnictwo
Na niektórych mapach pod nazwą Głęboki Żleb opisany jest Żleb Żandarmerii, lub obydwie te nazwy uważane są za synonim opisujący Żleb Żandarmerii. Również Józef Nyka i Witold Henryk Paryski Żleb Żandarmerii określają nazwą Głęboki Żleb.
Sprawę nazewnictwa rozwiązał Władysław Cywiński, który przeprowadził dokładne terenowe badanie topografii tych okolic. Podaje on, że w istocie są tutaj dwa żleby obok siebie. Żleb Żandarmerii schodzi spod Gładkiego, Głęboki Żleb to inny, sąsiedni, o wiele głębszy żleb znajdujący się też na tych stokach Opalonego Wierchu, ale bardziej na południe od Żlebu Żandarmerii.

## Opis żlebu
Ograniczenie Głębokiego Żlebu tworzy grzęda opadająca z północno-wschodniej grani Opalonego Wierchu z wysokości 2010 m. Zaraz poniżej punktu zwornikowego rozgałęzia się ona na dwa ramiona. Orograficznie lewe ramię oddziela Żleb Żandarmerii (po północnej stronie) od Głębokiego Żlebu (po południowej stronie). Ramię prawe otworzy południowe ograniczenie Głębokiego Żlebu. Ma on jedno koryto tylko w swojej najwyższej części, niżej dzieli się na dwa żlebki, a jeszcze niżej na trzy żlebki; wszystkie one przecinają szlak turystyczny z Morskiego Oka przez Opalone do Doliny Pięciu Stawów Polskich.
Najwyższa część Głębokiego Żlebu to skalisty pas ścianek i turniczek przeciętych przez dwa żlebki, poniżej nich znajduje się trawiasto-kosówkowe zbocze zwane Opalonym Upłazem, również przecięte dwoma żlebkami. Poniżej niego zbocze zarastają zwarte zarośla kosodrzewiny przecięte trzema żlebkami Głębokiego Żlebu. Władysław Cywiński pisze: „Tylko te żleby dają szansę jednodniowego i bezmaczetowego przejścia od znakowanego szlaku do Opalonego Wierchu”.
Trzeci (najbardziej północny) żlebek powyżej szlaku turystycznego jest trawiasty, poniżej szlaku podcięty jest 30-metrowej wysokości progiem (III lub IV stopień w skali trudności UIAA). Poniżej progu opada na Szałasiska lub Polankę pod Uboczą porośnięta kosodrzewiną lub lasem płytka depresja. Odcinkiem od szlaku turystycznego na Opalony Wierch najprawdopodobniej chadzano od dawna, pierwsze przejście zimowe: Władysław Cywiński w latach 90. Pokonanie progu poniżej szlaku turystycznego (latem) również W. Cywiński.
Żlebek drugi (środkowy) powstał w lecie 1983, gdy po silnych deszczach osunęła się górna część gleby wraz z darnią i kosodrzewiną. Woda spływająca po ulewnych deszczach nowo powstałym żlebkiem systematycznie pogłębia go. Pierwszy (najbardziej południowy) żlebek jest bardzo wąski i ma dwa skaliste progi o wysokości 8 i 10 m.

## Wypadki
W zimie Opalony Upłaz to spory zbiornik śniegu stwarzający zagrożenie lawinowe. 19 marca 2000 wszystkimi trzema żlebkami Głębokiego Żlebu zeszła lawina tak potężna, że powaliła las i na Zakręcie Ejsmonda przeszła przez Drogę Oswalda Balzera pasem o szerokości ok. 150 m. Lawiny schodzą również sąsiednim Żlebem Żandarmerii. Było już kilka ofiar tych lawin wśród turystów. Z tego powodu obecnie na okres zimowy szlak przecinający te żleby jest wyłączany z ruchu turystycznego.

## Szlaki turystyczne
Morskie Oko – Opalone – Świstówka Roztocka – Świstowe Siodło – Świstowa Kopa – schronisko w Dolinie Pięciu Stawów. Jest zamknięty od 1 grudnia do 31 maja. Czas przejścia: 2 h, ↓ 1:40 h.